# Hadena gussata
Hadena gussata är en fjärilsart som beskrevs av Smith 1895. Hadena gussata ingår i släktet Hadena och familjen nattflyn. Inga underarter finns listade i Catalogue of Life.